# The San Diego Union-Tribune
The San Diego Union-Tribune, autrefois U-T San Diego, est un quotidien américain de langue anglaise, publié à San Diego (Californie). Il se veut le plus ancien organe de presse du comté de San Diego et le second plus ancien pour le Sud de l'État de Californie. Son directeur depuis 2001 est David C. Copley, né en 1952[réf. nécessaire].

## Histoire
Il appartient à partir de 1928 au groupe Copley Press (fondé en 1905).
Il est issu de la fusion, le 2 février 1992, de deux quotidiens créés au XIXe siècle :
- The San Diego Union, fondé le 10 octobre 1868,
- Evening Tribune, fondée le 2 décembre 1895.

En 2012, le Union Tribune a changé son nom en U-T San Diego. En mai 2015, il est devenu la propriété de Tribune Publishing, la société fondatrice du Chicago Tribune, et a repris son ancien nom : The San Diego Union-Tribune.
En février 2018, Tronc annonce la vente du Los Angeles Times, ainsi que du San Diego Union-Tribune à Patrick Soon-Shiong pour 500 millions de dollars.

## Ligne éditoriale
Sa ligne éditoriale est traditionnellement conservatrice, et sa rédaction soutient le parti Républicain depuis 1886. Cependant, à l'occasion de l'élection présidentielle de 2016, le journal a soutenu la candidate démocrate Hillary Clinton, considérant le républicain Donald Trump comme « vindicatif, malhonnête et impulsif ».

## Sources
- (en) : Site web du San Diego Union-Tribune